# حسين المسعدي
حسين بن الهادي المسعدي (مواليد 1 فبراير 1993) لاعب كرة قدم تونسي يجيد اللعب في خط الوسط.

## مسيرة اللاعب
لعب في الاتحاد المنستيري ونادي التعاون الإماراتي والملعب التونسي ونادي الترجي السعودي ونادي مضر السعودي ونادي الريان السعودي و نادي القيصومة السعودي.

## روابط خارجية
- حسين المسعدي على موقع Soccerway.com (الإنجليزية)
- حسين المسعدي على موقع كووورة